# 안재구
안재구(安在求 1933년 10월 24일 ~ 2020년 7월 8일)는 대한민국의 수학자이자 대학교수이다. 경북대학교 교수 등을 역임했다.

## 이력
달성군 구지면 외가에서 태어나 밀양 친가에서 자랐다.
1948년 16세 때, 남한 단독선거 반대투쟁에 참가하였다.
경북대학교로 진학해 수학자가 되었다.
1979년 남민전 사건으로 사형을 선고받았으나 세계 수학자들의 항의 덕분에 무기징역으로 감형받았다.
1994년, 이른바 구국전위(救國前衛) 사건으로 아들 안영민과 함께 구속, 그는 6년, 안영민은 3년을 복역했다.(서울지방법원94고합1351 서울고등법원95노52 대법원95도1121)
그 뒤 경북대학교 수학교수, 전국수학교사모임 고문 등을 역임했다.
저서로는 "쉽고 재미있는 수학세계"(일월서각, 1990) 등이 있다.
2013년에 국내 진보단체 등의 동향을 작성하여 대북 보고문 형태로 소지하여 국가보안법 위반 혐의로 불구속 기소 되어 서울중앙지방법원에서 징역3년 자격정지3년 집행유예4년을 선고받았다.(서울중앙지법2012고합1828) 서울고등법원 형사3부(강영수 부장판사)는 2015년 6월 28일에 항소를 기각(서울고법2014노2389)대법원 2부(주심 권순일 대법관)는 2017년 9월 7일에 징역 3년 집행유예 4년, 자격정지 3년을 선고한 원심의 판결을 확정하면서 압수수색영장 원본을 제시하지 않고 압수목록도 교부하지 않은 채 압수한 이메일은 원칙적으로 증거능력이 없다는 첫 판단을 했다.(대법원2015도10648)

## 가족
- 아버지: 안의환(安義煥)
- 어머니: 김태숙(金兌淑)
- 딸: 안소영(1967 -), 서강대학교 철학과 졸업. 《책만 보는 바보》,《다산의 아버님께》,《갑신년의 세 친구》의 저자.
- 아들: 안영민(1969 -), 민족21 기자
- 손자: 안인산